# Wilhelm Koenigs

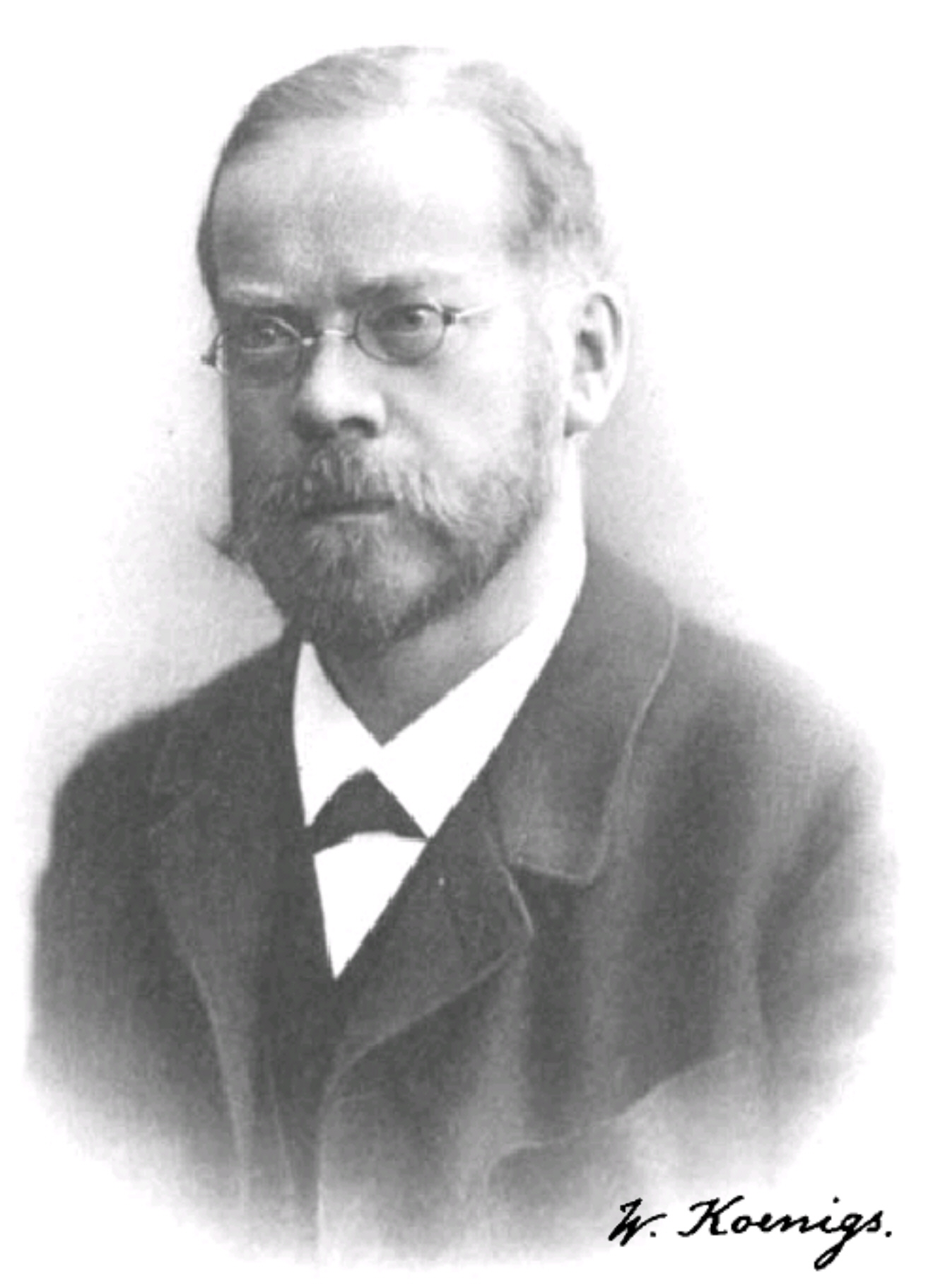
Wilhelm Koenigs

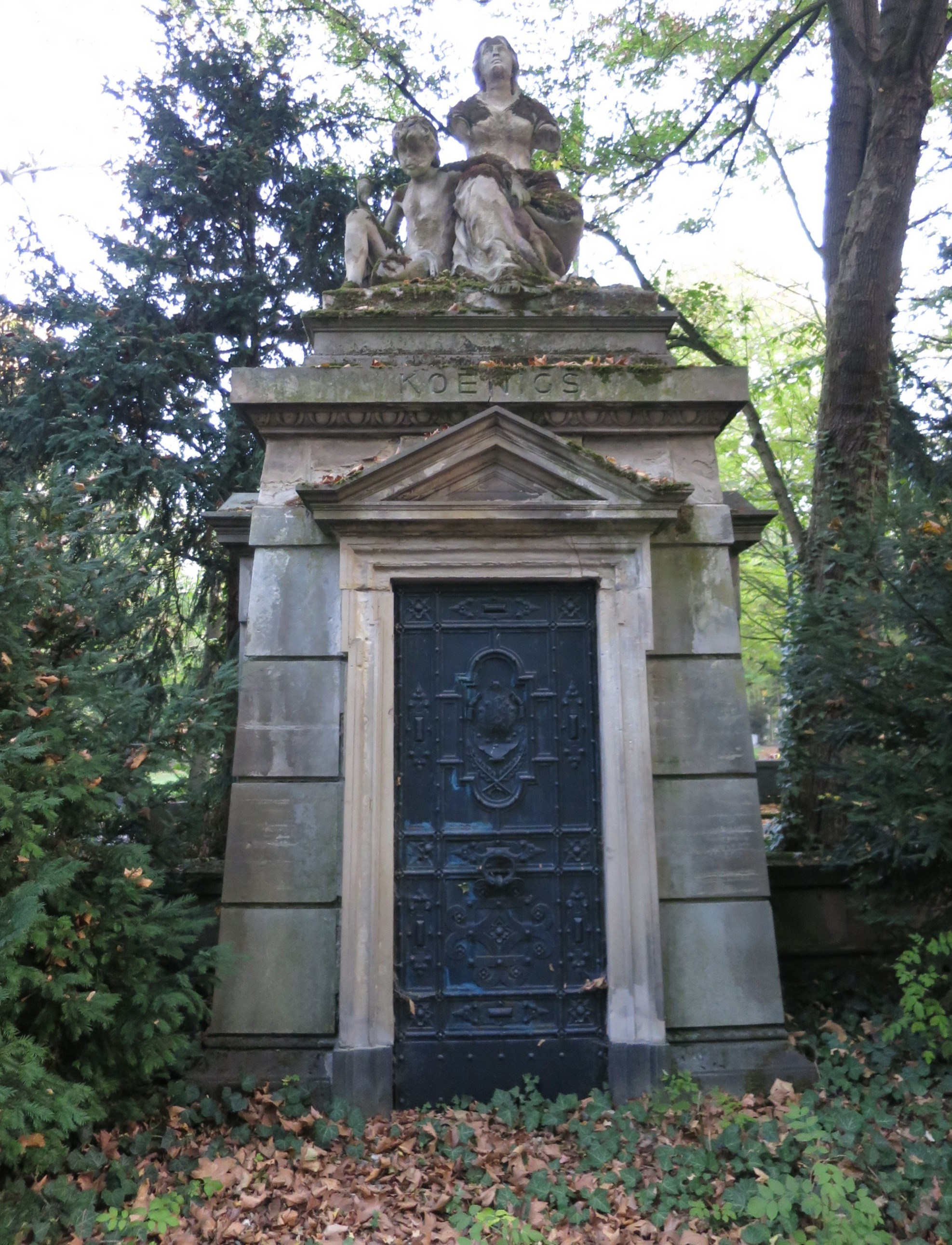
Familiengruft Koenigs

Wilhelm Koenigs (* 22. April 1851 in Dülken bei Mönchengladbach; † 15. Dezember 1906 in München) war ein deutscher Chemiker und Hochschullehrer an der Ludwig-Maximilians-Universität München.
Koenigs war der Sohn des Unternehmers Franz Wilhelm Koenigs und studierte ab 1868 an der Gewerbeakademie Berlin und an der Bergakademie Berlin. Er wandte sich der Chemie zu und arbeitete 1871 bei Carl Remigius Fresenius und an der Universität Bonn, an der er 1875 promoviert wurde, nachdem er 1874/1875 in Heidelberg tätig war. Nach der Promotion war er kurz an der Universität Berlin, am Polytechnikum Zürich und ab 1876 an der Ludwig-Maximilians-Universität München, an der er sich 1881 habilitierte und 1892 als außerordentlicher Professor berufen wurde.
Er befasste sich vor allem mit Chinolin-Alkaloiden und Chinuclidin-Derivaten und deren Strukturaufklärung (das bekannte Chinin besteht aus Chinolin und Chinuclidin). 1879 synthetisierte er Chinolin aus N-Allylanilin und klärte so die Struktur von Chinolin. Nach ihm und seinem Mitarbeiter Eduard Knorr (1867–1926) ist die Koenigs-Knorr-Methode benannt.
Im Jahr 1900 wurde Koenigs zum Mitglied der Leopoldina gewählt. Er starb 1906 im Alter von 55 Jahren und wurde in der Familiengruft auf dem Kölner Melaten-Friedhof (MA, zwischen Lit. P+Q) beigesetzt. Seine älteren Brüder waren die Bankiers Felix Koenigs und Ernst Friedrich Wilhelm Koenigs.